# Остроноса акула
Остроносата акула (Isogomphodon oxyrhynchus) е вид хрущялна риба от семейство Сиви акули (Carcharhinidae), единствен представител на род Isogomphodon. Видът е критично застрашен от изчезване.

## Разпространение
Разпространен е в Бразилия, Венецуела, Гвиана, Суринам, Тринидад и Тобаго и Френска Гвиана.